# Narodowe Muzeum Sztuki im. Bohdana i Warwary Chanenków
Narodowe Muzeum Sztuki im. Bohdana i Warwary Chanenków (ukr. Національний музей мистецтв імені Богдана та Варвари Ханенків) – narodowe muzeum sztuki w Kijowie, posiadające jeden z największych i najcenniejszych zbiorów sztuki europejskiej, azjatyckiej oraz starożytnej na Ukrainie. Założone zostało na bazie prywatnych zbiorów Bohdana i Warwary Chanenko – kijowskich kolekcjonerów i mecenasów sztuki.

## Historia
Początki muzeum sięgają lat 70. XIX wieku, kiedy to małżeństwo Chanenków rozpoczęło tworzenie prywatnej kolekcji dzieł sztuki, gromadzonej przez ponad 40 lat dzięki podróżom po Europie i konsultacjom z uznanymi znawcami sztuki.
W 1918 Warwara Chanenko przekazała zbiór, dom oraz bibliotekę Ukraińskiej Akademii Nauk. Po nacjonalizacji majątku przez władze bolszewickie w 1919 w rezydencji Chanenków otwarto Państwowe Muzeum Sztuki. Warwara Chanenko aktywnie uczestniczyła w jego tworzeniu i kierowała Komitetem Muzealnym aż do swojej śmierci w 1922.
Od 1921 muzeum funkcjonowało jako jednostka Ukraińskiej Akademii Nauk. W okresie międzywojennym rozwijało działalność naukową i edukacyjną, choć równocześnie straciło część zbiorów na rzecz innych instytucji oraz sprzedaży zagranicznej.
W okresie stalinowskim muzeum poddano silnej ideologizacji. W latach 1930–1980 działało pod nazwą „Kijowskie Państwowe Muzeum Sztuki Zachodniej i Orientalnej”. Pod względem wartości zbiorów było trzecim muzeum sztuki w ZSRR.
Podczas II wojny światowej część kolekcji została ewakuowana, a inne eksponaty zrabowano. Po wojnie muzeum rozpoczęło działania mające na celu odzyskanie utraconych dzieł.
W latach 1986–1998 przeprowadzono gruntowny remont budynku muzeum. W 1999 przywrócono historyczną nazwę instytucji. Od tego czasu rozwijano nowe wystawy stałe, m.in. sztuki europejskiej, bizantyjskiej i azjatyckiej.  W 1999 z okazji 150 rocznicy urodzin Bohdana Chanenki Muzeum nadano imię założycieli, a od 2011 nosi ono oficjalną nazwę Narodowe Muzeum Sztuki im. Bohdana i Warwary Chanenków.
Po ataku Rosji na Kijów w 2022, w celu zabezpieczenia, część zbiorów muzeum została przekazana tymczasowo do Zamku Królewskiego w Warszawie. Wśród nich znalazły się m.in. takie obrazy jak Portret Stanisława Augusta Poniatowskiego w stroju à la Henryk IV Élisabeth Vigée-Lebrun, Architektoniczne capriccio z ruinami świątyni Bernarda Bellotta czy Widok z wodospadem Jeana-Baptiste’a Pillementa.

## Zbiory
Historyczny trzon kolekcji muzeum w Kijowie stanowi prywatna kolekcja sztuki i antyków Bohdana i Warwary Chanenków, zaliczana na początku XX wieku do najlepszych w Imperium Rosyjskim.
Chanenkowie gromadzili dzieła sztuki przez ponad cztery dekady, podróżując i współpracując z renomowanymi domami aukcyjnymi Europy, Rosji i Bliskiego Wschodu. Ich zainteresowania obejmowały malarstwo, rzeźbę i rzemiosło artystyczne Europy, sztukę Azji Zachodniej i Wschodniej, zabytki świata starożytnego, ikony, sztukę ludową oraz archeologię.
Do 1919 kolekcja liczyła co najmniej 1259 obiektów. Część zbiorów została zdeponowana wcześniej w muzeach rosyjskich, a następnie odzyskana przez instytucję.
Po rewolucji bolszewickiej i nacjonalizacji majątku, do muzeum trafiły zbiory znacjonalizowanej arystokracji ukraińskiej oraz cenne kolekcje archeologiczne i malarstwa europejskiego. Jednak w ramach polityki „redystrybucji profilu” w latach 20. i 30. XX w., znaczna część dzieł sztuki została przekazana innym kijowskim instytucjom, a część sprzedano lub wywieziono.
W latach powojennych muzeum wzbogaciło się o cenne kolekcje sztuki chińskiej, buddyjskiej i japońskiej (m.in. netsuke). Eksponaty te pochodzą zarówno z zakupów, jak i darów prywatnych kolekcjonerów z Ukrainy i Rosji.